# La Veuve joyeuse
Die Lustige Witwe
Pour les articles homonymes, voir La Veuve joyeuse (homonymie).
Représentations notables
- 3 mars 1906, Hambourg
- 1er novembre 1906, Berlin
- 27 avril 1907, Milan (version italienne)
- 8 juin 1907, Londres (version anglaise)
- 21 octobre 1907, New York (version anglaise)
- 6 janvier 1910, Bruxelles (version française)

Personnages
- Hanna Glawari, veuve joyeuse (rôle-titre), soprano
- Comte Danilo Danilowitsch, attaché militaire, ténor ou baryton lyrique
- Baron Mirko Zeta, ambassadeur de Pontevedro à Paris, baryton
- Valencienne, épouse du Baron Zeta, soprano
- Comte Camille de Rosillon, attaché français à l'ambassade, ténor
- Njegus, secrétaire d'ambassade, rôle parlé
- Raoul de St Brioche, attaché militaire belge, ténor
- Vicomte Cascada, consul du Guatémala, baryton

Airs
- Air de Danilo « Toujours par dévouement... »
- Air de Vilja
- Duo « Viens dans mon joli pavillon »
- Duo « Heure exquise »
- Septuor « Ah les femmes, femmes, femmes »

La Veuve joyeuse (Die lustige Witwe en version originale) est une opérette autrichienne en trois actes de Franz Lehár créée en 1905 sur un livret de Victor Léon et Leo Stein, adapté de la comédie d'Henri Meilhac, L'Attaché d'ambassade (1861).

## Histoire de l'œuvre
En 1903, les dramaturges autrichiens Leo Stein et Victor Léon décident d'adapter L'Attaché d'ambassade, une comédie française d'Henri Meilhac ayant remporté peu de succès à sa création en octobre 1861 au théâtre du Vaudeville, en livret d'opérette et proposent à Richard Heuberger, alors populaire grâce à son opérette Der Opernball représentée en 1898 au Theater an der Wien, de le mettre en musique. Les premiers essais n'étant pas concluants, le secrétaire du théâtre suggère Franz Lehár qui malgré les réticences de Victor Léon, est finalement coopté.
La première a lieu le 28 décembre 1905 au Theater an der Wien, puis est reprise au Neues Operetten-Theater de Hambourg le 3 mars 1906 et au Berliner Theater de Berlin le 1er novembre 1906 . Le triomphe est immense et conquiert l'Europe dans la foulée : Milan le 27 avril 1907 (version italienne de Ferdinando Fontana) au Teatro Dal Verme avec Emma Vecla, Londres le 8 juin 1907 au Daly's Theatre avec Lily Elsie, et New York le 21 octobre 1907 (version anglaise de Basil Hood et Adrian Ross) au New Amsterdam Theatre de Broadway.
Robert de Flers et Gaston Arman de Caillavet adaptent le livret de la version française qui est créée le 28 avril 1909 à l'Apollo de Paris, avec Constance Drever, qui venait de jouer le rôle à Londres, dans le rôle de la veuve, rebaptisée Missia Palmieri, et à Bruxelles le 6 janvier 1910. La mode de l'opérette viennoise est lancée auprès du public parisien : forte de 200 représentations lors de la première série, elle atteint la 1000e en janvier 1914. La Première Guerre mondiale interrompt toutefois ce succès, les œuvres germaniques étant devenues indésirables.
Il faut attendre 1925 pour la revoir sur la scène parisienne, où elle est dès lors reprise régulièrement, notamment en 1942 au théâtre Mogador dans une mise en scène d'Henri Varna, au théâtre du Châtelet, ou en 2005 à l'Opéra-Comique, revisitée par Jérôme Savary. Elle est également entrée au répertoire de l'Opéra de Paris dans sa version originale en 1997, dans une mise en scène de Jorge Lavelli.
Œuvre la plus connue de Franz Lehár, La Veuve joyeuse a été jouée plus de 300 000 fois entre sa création et la mort du compositeur en 1948.

## Argument
À Paris, à l'hôtel de l'ambassade de Pontévédro (Marsovie en version française), une belle fête est organisée pour l'anniversaire du prince régnant. L'ambassadeur, le baron Mirko Zeta, après avoir porté un toast, s'inquiète de sa femme, la belle Valencienne. Elle bavarde « en toute innocence » avec Camille de Rosillon qui lui déclare sa flamme, mais elle résiste. Apparaît la jeune et belle veuve du banquier de la cour, Hanna Glawari. Le comte Danilo Danilowitsch, revenant de chez Maxim's, est pressenti par raison d'État pour devenir l'époux de la belle et riche veuve. Danilo fait la sourde oreille car jadis, sur refus de son père, il n'avait pu épouser Hanna, alors modeste fille du peuple.
Le lendemain, la veuve offre une réception dans sa résidence. Elle se dit éprise de Camille, ce qui contrarie les plans officiels. Deux duos, l'un cavalier, l'autre d'amour, montrent que Danilo et Hanna n'ont cessé de s'aimer malgré le temps écoulé.
Lors d'une soirée chez Maxim's, après moult péripéties et intrigues, la veuve deviendra la baronne Danilowitsch et les biens resteront pontévédrins.

## Distribution
| Rôles                                                                                  | Rôles                                                       | Typologies vocales         | Créateurs                                                         | Créateurs                                          |
| Version originale                                                                      | Version française                                           | Typologies vocales         | Theater an der Wien, 30 décembre 1905 ; (direction : Franz Lehár) | Apollo, 28 avril 1909 (direction : L.-V. Célansky) |
| -------------------------------------------------------------------------------------- | ----------------------------------------------------------- | -------------------------- | ----------------------------------------------------------------- | -------------------------------------------------- |
| Hanna Glawari, riche veuve                                                             | Missia Palmieri                                             | soprano                    | Mizzi Günther                                                     | Constance Drever                                   |
| Le comte Danilo Danilowitsch, attaché militaire pontévédrin et ancien amoureux d'Hanna | Le prince Danilo                                            | ténor ou baryton lyrique   | Louis Treumann                                                    | Henry Defreyn                                      |
| Le baron Mirko Zeta, ambassadeur du Pontevedro à Paris                                 | Le baron Popoff, ambassadeur de Marsovie à Paris            | baryton                    | Siegmund Natzler                                                  | Félix Galipaux                                     |
| Valencienne, son épouse                                                                | Nadia                                                       | soprano                    | Annie Wünsch                                                      | Thérèse Cernay                                     |
| Le comte Camille de Rosillon, attaché d'ambassade français, amoureux de Valencienne    | Camille de Coutançon                                        | ténor                      | Karl Meister                                                      | Soudieux                                           |
| Njegus, secrétaire d'ambassade pontévédrin                                             | Figg                                                        | rôle parlé                 | Oskar Sachs                                                       | Victor Henry                                       |
| Raoul de St Brioche, attaché militaire belge                                           | D'Estillac                                                  | ténor                      | Carlo Böhm                                                        | Charles Casella                                    |
| Le vicomte Cascada, consul du Guatémala                                                | Lérida                                                      | baryton                    | Leo von Keller                                                    | Saidreau                                           |
| Kromow, conseiller militaire pontévédrin                                               | Kromtski                                                    | baryton                    | Heinrich Pirk                                                     | Liesse                                             |
| Olga Kromow, son épouse                                                                | Olga Kromtski                                               | mezzo-soprano              | Minna Schütz                                                      | Harrietty                                          |
| Bogdanowitsch, attaché militaire pontévédrin                                           | Bogdanovitch                                                | baryton                    | Fritz Albin                                                       | Émile René                                         |
| Sylviane Bogdanowitsch, son épouse                                                     | Sylviane Bogdanovitch                                       | soprano                    | Bertha Ziegler                                                    | Gellys                                             |
| Pritschitsch, deuxième secrétaire pontévédrin                                          | Pritschitch                                                 | baryton                    | Julius Brammer                                                    | Paul Dopp                                          |
| Praskowia Pritschitch, son épouse                                                      | Praskovia Pritschitch                                       | mezzo-soprano              | Lili Wiska                                                        | Landon                                             |
| —                                                                                      | Manon, grisette                                             | soprano                    | —                                                                 | Nell Breska                                        |
| Un serveur                                                                             | Le gérant de chez Maxim's                                   | rôle parlé                 |                                                                   | Marcos                                             |
| Lolo, Dodo, Joujou, Froufrou, Cloclo et Margot, grisettes                              | Lison, Toinon, Fanchon, Suzon, Chonchon et Lison, grisettes | sopranos et mezzo-sopranos |                                                                   |                                                    |
| Parisiens et Pontévédrins [Marsoviens], musiciens et serviteurs                        |                                                             |                            |                                                                   |                                                    |

## Numéros musicaux

### Version originale
Acte I
- 1. Introduction (Valencienne, Sylviane, Olga, Praškowia, Camille, St. Brioche, Zeta, Cascada, Kromow, chœurs) : « Verehrteste Damen und Herren »
- 2 - Duo (Valencienne, Camille) : « So kommen Sie »
- 3 - Air d'entrée d'Hanna et Ensemble (Hanna, St. Brioche, Cascada, chœur d'hommes) : « Bitte, meine Herren »
- 4 - Air d'entrée (Danilo) : « O Vaterland / Da geh’ ich zu Maxim »
- 5 - Duo  (Valencienne, Camille) : « Ja was – ein trautes Zimmerlein »
- 6 - Finale I (Hanna, Valencienne, Sylviane, Danilo, Camille, St. Brioche, Cascada, chœurs) : « Damenwahl »

Acte II
- 7 - Introduction, Danse et Air de Vilja (Hanna, chœurs) : « Ich bitte, hier jetzt zu verweilen » / « Es lebt eine Vilja »
- 8 - Duo (Hanna, Danilo) : « Heia, Mädel, aufgeschaut »
- 9 - Septuor-marche (Danilo, Zeta, St. Brioche, Cascada, Kromow, Bogdanowitsch, Pritschitsch) : « Wie die Weiber man behandelt »
- 10 - Scène et Duo de danse (Hanna et Danilo)
- 11 - Duo et Romance (Valencienne, Camille) : « Mein Freund, Vernunft » / « Wie eine Rosenknospe »
- 12 - Finale II (Hanna, Valencienne, Sylviane, Olga, Praškowia, Danilo, Camille, Zeta, Bogdanowitsch, Kromow, Pritschitsch, Njegus, chœurs) : « Ha! Ha! Wir fragen »

Acte III
- 12a - Entr’acte (Vilja-Lied)
- 12b - Intermède
- 13 - Scène de danse
- 14 - Chanson des Grisettes (Valencienne, Lolo, Dodo, Jou-Jou, Frou-Frou, Clo-Clo, Margot, Danilo, Zeta, Bogdanowitsch, Pritschitsch, Kromow, chœurs) : « Ja, wir sind es, die Grisetten »
- 14a - Réminiscence (Lolo, Dodo, Jou-Jou, Frou-Frou, Clo-Clo, Margot, Danilo) : « Da geh’ ich zu Maxim »
- 15 - Duo  (Hanna, Danilo) : « Lippen schweigen »
- 16 - Finale III (tous les personnages, chœurs) : « Ja, das Studium der Weiber ist schwer »

### Version française
Acte I
- 1 - Introduction « Messieurs, puisque tout Paris danse » (d'Estillac, Nadia, Sylviane, Olga, Praskovia, Popoff, Lérida, Kromptsky, chœurs)
- 2 - Duo « Nous sommes seuls… Ne jouons pas avec le feu » (Nadia, Camille)
- 2a - Musique de bal (derrière la scène)
- 3 - Entrée de Missia et ensemble « De grâce Messieurs »  (Missia, Lérida, d’Estillac, chœur d’homme)
- 3a - Musique de bal (derrière la scène)
- 4 - Entrée de Danilo « Pardonne-moi chère patrie »
- 4a - Mélodrame
- 4bis - Musique de bal
- 5 - Duo « Rêvons, oui, rêvons d’un sentier » (Camille, Nadia)
- 6 - Finale I « Cotillon, c’est l’heure du cotillon » (tous)

Acte II
- 7 - Introduction, danse et chanson de Vilya « Jadis habitait dans le grand bois frileux » (Missia et chœurs)
- 8 - Duo du cavalier « Héla, ma belle regarde » (Missia, Danilo)
- 9 - Septuor-marche « Je proclame que les femmes » (Danilo, Popoff, Lérida, d’ Estillac, Kromptsky, Bogdanowitch, Pristich)
- 10 - Scène et Duo de danse (Missia, Danilo)
- 11 - Duo « Viens dans ce joli pavillon » (Camille et Nadia)[3]
- 12 - Finale II « Ah ! mon Dieu, qu’est-ce que l’on nous veut « (tous)

Acte III
- 12a - Entr’acte (romance de Camille)
- 12b - Intermède (orchestre sur la scène)
- 13 - Cake Walk (danse)
- 14 - Chanson « Nous sommes les p’tit’s femmes frivoles » (Manon, grisettes et chœurs)[4]
- 15 - Danse et chœur « Vieux papillon, regarde-moi »
- 16 - Réminiscence
- 17 - Duo « Heure exquise qui nous grise » (Missia, Danilo)
- 18 - Final III « Le jour qu’ Eve écouta le malin » (tous)

## Discographie

### En langue allemande
- Elisabeth Schwarzkopf, Hanny Steffek, Josef Knapp, Eberhard Waechter, Nicolai Gedda, Kurt Equiluz, Philharmonia Orchestra, Lovro von Matačić (dir.) - EMI, 1962 (enregistré les 2-7, 9 et 12 juillet à Kingsway Hall sous la direction artistique de Walter Legge)
- Margit Schramm, Dorothea Chryst, Rudolf Schock, Benno Kusche, chœur et orchestre symphonique de Berlin, Robert Stolz (dir.) - Sony (collection « The Sony Opera House »)[5]
- Elizabeth Harwood, René Kollo, Teresa Stratas, Zoltán Kelemen, Herbert von Karajan (dir.) - Deutsche Grammophon
- Cheryl Studer, Bo Skovhus, Barbara Bonney et Bryn Terfel, John Eliot Gardiner (dir.) - Deutsche Grammophon

### En langue française
Intégrales
- Denise Duval, Lina Dachary, Marcelle Sansonnetti, Willy Clément, Michel Hamel, Albert Duvaleix, René Lenoty, Jacques Pruvost, Marcel Cariven (dir.) - RTF, 1956 (INA-AUDIO)
- Micheline Dax, Suzanne Lafaye, Michel Dens, André Mallabrera, Michel Roux, Yvon Leenart (dir.) - EMI C 161 12080 /1 (2 disques)
- Teresa Stich-Randall, Christiane Jacquin, Monique Stiot, Germaine Duclos, Jean-Guy Henneveux, Henri Legay, Robert Destain, orchestre lyrique de l'ORTF, Adolphe Sibert (dir.) - Studio SM 12.2160, 1970 (2 CD)

Extraits
- Germaine Cernay, Hélène Regelly, Jean Lumière, Louis Arnoult, Albert Duvaleix, Paul Minssart (dir.) - Odéon
- Renée Doria, Andréa Guiot, Lucien Huberty, François Gatto,  Grand Orchestre et Chœurs René Alix, Marcel Cariven (dir.) - Philips 6747185, 1956 (enregistré au théâtre de l'Apollo)
- Colette Riedinger, Marthe Amour, Reda Caire, Bernard Alvi, Robert Destain, Richard Blareau (dir.) - Universal Accord 4769992 (+ Le Comte de Luxembourg et Frasquita) ; rééd. Decca 163 823 (1 V)
- Paulette Merval, Rolande Riffaud, Marcel Merkès, Jean Vilary, Serge Bessière (dir.) - CBS 63 471
- Denise Duval, Gise Mey, Jacques Jansen, Claude Devos, Jules Gressier (dir.) - Pathé OPTG 3134
- Janette Vivalda, Monique Linval, Michel Dens, Raymond Amade, Franck Pourcel (dir.) - EMI C 057 10 849 ; rééd. CD EPM 767872.2
- Géori Boué, Lina Dachary, Willy Clément, Michel Cadiou, Raymond Chevreux (dir.) - Polydor 266.5328
- Geori Boué, Agnès Noël, Jacques Luccioni, André Mallabrera, Jacques Pastory (dir.) - Vega 30 LT 13007
- Nicole Broissin, André Dassary, André Mallabrera, Gabrielle Delourlet, H. Killer (dir.) - Vega 16158 A
- Lina Dachary, Olga Miléa, Pierre Mollet, Aimé Doniat, B. Mersson (dir.) - GID SMS 2346
- Lina Dachary, Willy Clément, Geori Boué, Michel Cadiou, Raymond Chevreux (dir.) - Polydor 266 53 28 (1 V)
- Claudine Granger, Christian Lara, Michèle Comanester, Bernard Sinclair, Christian Asse, Jean Doussard (dir.) - SPI Milan 160 065 ; rééd. CD Laserlight 14321
- Claudine Granger, Françoise Pétro, Micaël Piéri, Jacques Ducros, Jean Doussard (dir.) - TLP 91007

## Adaptations

### Au cinéma
- 1918 : A víg özvegy, film muet hongrois de Michael Curtiz
- 1925 : La Veuve joyeuse, film muet d'Erich von Stroheim avec Mae Murray et John Gilbert
- 1934 : La Veuve joyeuse d'Ernst Lubitsch avec Jeanette MacDonald et Maurice Chevalier
- 1952 : La Veuve joyeuse de Curtis Bernhardt avec Lana Turner et Fernando Lamas
- 1962 : La Veuve joyeuse de Werner Jacobs

### Au ballet
John Lanchbery et Alan Abbott ont adapté la partition de l'opérette pour le ballet et conservé le style de l'orchestration de Lehár. L'arrangement comprend les airs bien connus de l'opérette. Ronald Hynd a réalisé une première chorégraphie pour l'Australian Ballet en 1975, et la seconde par Veronica Paeper pour le Cape Town City Ballet Company en 1988.